# Ніагара (гурт)
niagAra або НіагАра — український рок-гурт, що виник у вересні 2000 року у Львові.

## Історія
Вікторія Папа
Гурт утворили Олексій Шатєєв, Павло Корсун, Андрій Глушко, Орест Прус та Вікторія Папа у серпні-вересні 2000 року. До того хлопці грали у різних гуртах, Вікторія ж була абсолютно не знайома з рок-музикою.
З піснями «Совість», «Я забуваю» НіАгара здобувала перемогу на «Червоній руті» 2001 року. Після цього гурт активно брав участь у фестивалях: «Рокотека», «Альтернатива», «Вибір»; далі сольний концерт у «Ляльці» і запрошення до Польщі. Невдовзі з гурту пішов Орест Прус. 2001 року вийшов демо-альбом «5 кут». 2002 року колектив став лауреатом фестивалю «Тарас Бульба» (пісні «Дай» та «Мало»), далі брав участь у фестах «Рок-вибух» (Івано-Франківськ), «Висадка» (Тернопіль), «Перлини сезону» (Київ), «Лемківська Ватра» (Польща). 2004 року з'явився другий демо-альбом «Мало». Гурт покинув Андрій Глушко, прийшов Тимофій Йода.
Якось гітарист Олексій Шатаєв сказав: «Замислювалася група як комерційний проект, а зараз граємо те, що подобається і від душі».
2005 р. вийшов промо-альбом «Я С. А.М. О.Т. А.», презентація якого відбулася сольним концертом у клубі-кафе «Лялька». Альбом складається із 16 пісень, третина з яких є цілком новими композиціями, а решта — відомі хіти гурту («Мало», «Кроками», «Порване життя» тощо). Того ж року гурт здобув ґран-прі на фестивалі «Тарас Бульба». Через певний час ударник Тимофій Йода залишає Ніагару. Після своєрідного кастингу прийшов Ілля Липницький, презентація якого відбулась на фестивалях «Нівроку» (Тернопіль) та «Rock.Lviv» (Львів)
2008 року з'явився другий промо-альбом «Добра…». У ньому вокал Вікторії Папи змінюється від істеричного рику до напівчутного шепоту. Альбом має непросту ритм-секцію, недовгі композиції, лірика поєднує брутальність і жіночність. Гурт виклав його у вільний доступ, за словами Вікторії, видавати його не було сенсу.
У планах гурту було представити свою творчість в акустичному ракурсі. з 2011 по 2015 роки гурт призупинив діяльність через вагітність Вікторії. На початку 2015 niagAra взяла участь у фестивалі «Завантаження», після чого було оголошено про підготовку до запису нового альбому. Восени гурт виклав у мережу два синґли — «Маска» і «Крила».
Авторкою всіх текстів є вокалістка Вікторія Папа. Крім участі в гурті вона є також телеведучою на Львівському телебаченні, була артдиректором «Ляльки».
9 вересня 2022 відбулася прем`єра пісні та кліпу "Прокинься" на підтримку всіх, хто захищає Україну. Режисером кліпу став Василь Прозоров (вокаліст гурту ТОЛ, ПНД). В кліпі неймовірно щиро та природно зіграли ролі діти Василя Прозорова та Олени Прозорової, яка стала художником відео .
30 вересня 2022 відбувся реліз нового п`ятого альбому #моямузиканестихне 

## Виступи

niagAra на «Руйнації» 2007.

- 2000–2001 рр. — лауреати фестивалів «Червона рута», «Рокотека», «Альтернатива», «Вибір»
- 2002 р. — фестиваль «Українські дні у Польщі» (м. Каліш, Польща)
- 2002 р. — Лауреати фестивалю «Тарас Бульба» (м. Дубно), фестивалі «Висадка» (м. Тернопіль), «Рок-вибух» (Івано-Франківськ), дипломанти «Перлини сезону» (м. Київ)
- 2003 р. — фестиваль «Лемківська ватра» (Польща)
- 2004 р. — фестивалі «Рок. Lviv.» (м. Львів), «Нівроку» (м. Тернопіль)
- 2005 р. — гран-прі фестивалю «Тарас Бульба» (м. Дубно)[9][10], фестивалі «Володимир» (м. Володимир-Волинський), «ПІКЕЙНІ ЖИЛЕТИ» (м. Одеса)
- 2005–2006 рр. — активні концерти в Ужгороді, Луцьку, Львові, Одесі, Тернополі, Івано-Франківську, Києві, Рівному…
- 2006–2008 рр. — фестивалі «Мізунська Звигода» (Карпати), «Тарас Бульба» (м. Дубно), «Руйнація»[11], «Жесть» (м. Львів), лауреати «Крок У Майбутнє» (Херсон), «Енергетичний вихор» (м. Бурштин), фінал «GBOB» (м. Київ)[12], «Літо у Скольмо» (Клевань), активний учасник концертів на байкерських злетах.
- 2010 — фестиваль «Цвіт папороті»[13]
- 2011 — фестивалі «Fort.Missia»[14], «Тарас Бульба»[15], «Славське Рок»[16][17], «Respublica»[18]
- 2012 — фест «Завантаження»

## Учасники

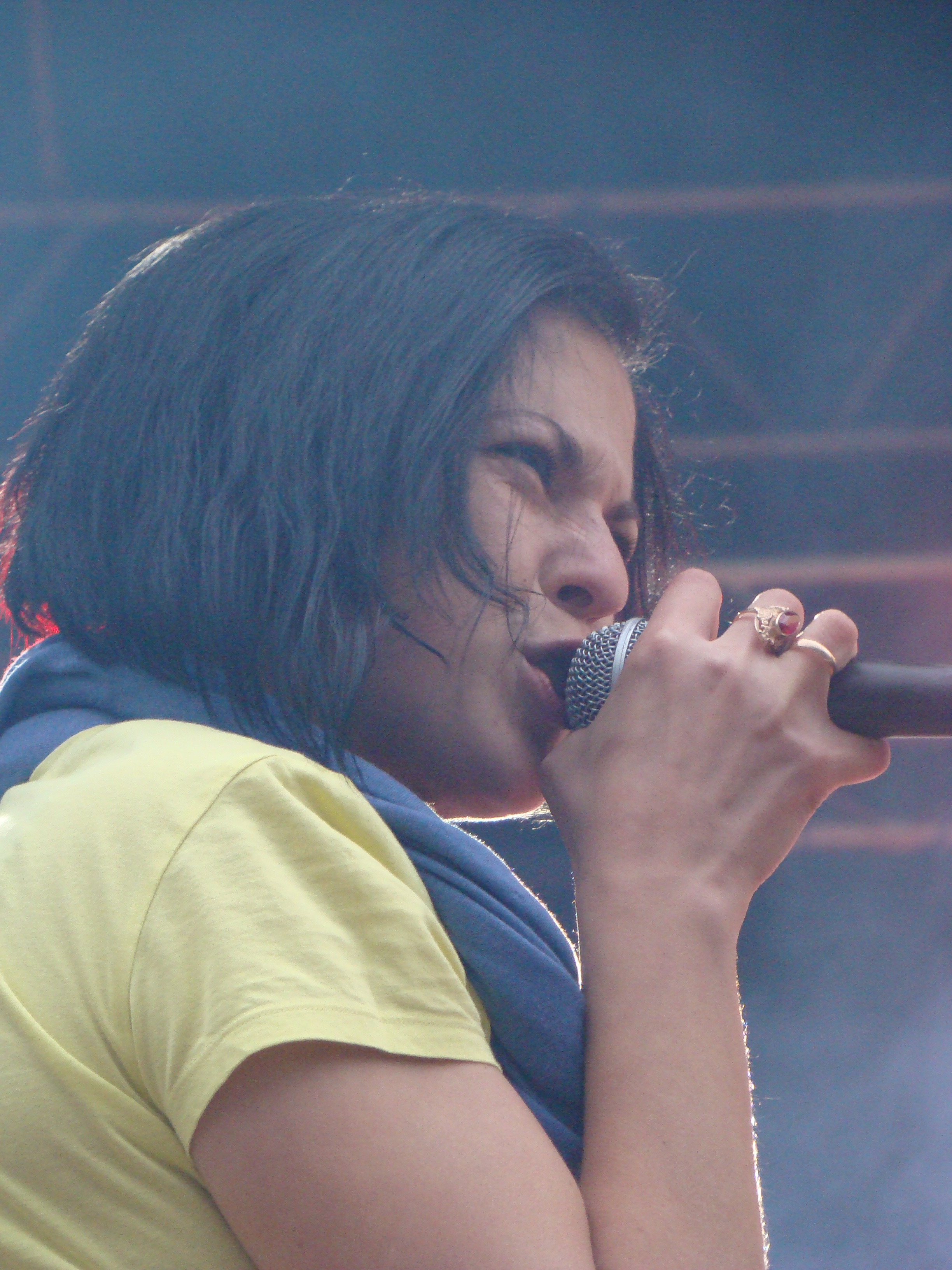
Вікторія Папа

Теперішні
- Вікторія Папа (Кришталь) (спів)
- Олексій Шатєєв (гітара)
- Павло Корсун (бас-гітара)
- Тимофій Іванович Йода (ударні)

Колишні
- Орест Прус (гітара)
- Андрій Глушко (ударні)
- Ілля Липницький (ударні)
- Тимофій Іванович Йода (ударні)

## Дискографія
- 2001 — 5 кут
- 2004 — Мало
- 2005 — Я С.А.М.О.Т.А. (EFStudio)
- 2008 — Добра…
- 2022 — #моямузиканестихне